# Román Akadémia
A Román Akadémia (románul Academia Română) a legjelentősebb tudományos fórum Romániában. 1866. április 1-jén alapították Societatea Literară Română (Román Irodalmi Társaság) néven. 1867-ben már Societatea Academică Romînă (Román Akadémikus Társaság) néven említették, s majd 1879-ben nyerte el végleges nevét (Academia Română). Az Akadémia fő szerepe a román nyelv és irodalom művelése, helyesírási szabályok felállítása és pontosítása,  a román nép történelmének tanulmányozása és tanítása, valamint a legfontosabb tudományos területek kutatása. A Román Akadémiának 181, halálukig választott tagja van.

## Története
A 19. század közepére a román kulturális világ nagyobb modernizációra érett meg. A Román Fejedelemségek egyesítése (1859. január 24.) és a teljes reformterv, ami követte, hozzásegítette a nyugati mintára épülő Akadémia gyakorlati létrehozását. Az értelmiség észrevette, hogy politikai egység nem lehetséges kulturális egység nélkül. 
Ioan Maiorescu  indítványozott 1860-ban "egy olyan akadémikus társaságot, amely a nagy tudású románok tevékenykenységére fordítja figyelmét… a nyelv fejlesztésének, a nemzeti történelem megírásának érdeméért." Terve nem valósult meg, csak fia, Titu Maiorescu, jutott el az Akadémia megvalósításáig. Az alaptervet már 1860-ban kidolgozták, ami után adakozási és felkészülési periódus következett. C.A. Rosetti javaslatára a fejedelmi helytartóság 1866. április 1-jén engedélyezte a Román irodalmi társaság (Societății literare române) létrejöttét. A társaság célja a román helyesírási szabályok felállítása és egy egységes nyelvtan és szótár megszerkesztése volt. A Szervezeti Szabályzat meghatározta a társaság megalakítását Bukarestben és azt, hogy a tagokat a Közigazgatási és Művelődési Minisztérium nevezi ki.
Az alapító tagok minden román és aromán régióból képviselve voltak:
- 7 tag a régi királyságból: Vasile Alecsandri, Costache Negruzzi, Vasile Urechea-Alexandrescu, Ion Heliade Rădulescu, August Treboniu Laurian, C.A. Rosetti és Ion C. Massimu, akikhez csatlakoztak még 1867-ben Titu Maiorescu és Nicolae Ionescu;
- 3 Erdélyből: Timotei Cipariu, Gavriil Munteanu és George Bariț;
- 3  Besszarábiából: Alexandru Hașdeu, Constantin Stamati és Ioan Străjescu;
- 2 Bukovinából: Alexandru Hurmuzaki és Ambrosiu Dimitrovici (kicserélték Ioan Sbiera-val);
- 2 Bánságból: Andrei Mocsonyi és Vincențiu Babeș;
- 2 Makedóniából: Ioan D. Caragiani és Dimitrie Cozacovici.

Az első gyűlést egy évvel később, 1867. augusztus 1. és 13. között tartották. Ekkor az alapító tagokhoz csatlakozott még Iosif Hodoșiu (Máramarost képviselve), Ștefan Gonata, Alexandru Roman. Összesen így 25 az alapító tagok száma. Az első gyűlésen döntötték el azt, hogy a neve Román Akadémikus Társaság (Societatea Academică Romînă) legyen, melyet 1879. március 30-án változtattak Román Akadémiára (Academia Română).
A kommunista kormány alatt megváltoztatták a nevét Academia Republicii Populare Române (1948. június 9.), illetve Academia Republicii Socialiste România névre, a tagok számát levitték 100-ra, s gyakran a párt érdekeivel megegyező cselekvésekért, kutatásokért, írásokért vettek fel tagokat. 1990 után, miután véget ért a kommunista diktatúra, visszakapta eredeti nevét (Academia Română).

## Tagjai
Az Akadémia rendes, levelező és tiszteletbeli tagokat nevez ki, mindegyiket egész életükre. Tagsági minősítést posztumusz is adhat.
Dorina N. Rusu: Dicționarul Academicienilor români, 1866 – 1999 című kézikönyvében összefoglalta, hogy 1999-ig az Akadémia 1494 tagot számlált, melyből 980 román (25 alapító, 375 rendes, 178 tiszteletbeli, 361 levelező és 41 haláluk után választott tag) és 514 külföldi (404 tiszteletbeli, 109 levelező és 1 posztumusz tag) volt. A külföldi tagok közül legtöbb tag Franciaországból (163), Németországból (60), Olaszországból (48), az Amerikai Egyesült Államokból (39), Angliából (22), Oroszországból (Szovjetunióból) (20), Belgiumból (17) került ki.

## Érdekességek
- Az 1882-ben levelező tagnak megválasztott Andrei Vizanti írót 1903-ban kizárták, miután közpénz elsikkasztásáért kiszabott büntetése elől menekülve elhagyta az országot.
- Az egyik sokat vitatott tag volt Alexe Procopovici filológus, akiről Eugen Lovinescu így nyilatkozott: „az ember, aki nem írt semmit”.
- Eugen Lovinescut „felháborító” módon elutasították,[4] amiért szembehelyezkedett Nicolae Iorga és Ovid Densușianu történészekkel. Őt halála után, 1991-ben választották meg tagnak.
- Elena Ceaușescut 1974-ben, míg Nicolae Ceaușescut 1985-ben választották meg rendes tagnak és Nicolae Ceaușescut még tiszteletbeli elnöknek is. Az 1989. december 26-i tárgyaláson mindkettejüket kizárták.
- Az 1974-ben rendes tagnak megválasztott Manea Mănescut és Suzana Gâdeát is kizárták 1990. február 2-án, miután mindkettejüket bűnösnek ítélve elzárták.

## Fontosabb kiadványai
- Dicționarul explicativ al limbii române (DEX, Román értelmező szótár)
- Dicționarul general al literaturii române (A román irodalom általános szótára)
- Micul dicționar academic (Kis akadémiai szótár)
- Tratatul de istoria românilor (Román történelmi kézikönyv)